# Linda Tee Cutchin
Linda Tee Cutchin (St. Petersburg, 3 novembre 1943 – Portland, 27 agosto 2006) è stata una fotografa, critica d'arte e scrittrice statunitense.

## Biografia
Dopo gli studi in Florida, acquisì nel 1968 un Master in Fine Arts (M.F.A.) presso il Pratt Institute a New York. In una video intervista realizzata da Jane Scott Productions ha raccontato con testi, immagini e filmati il suo tormentato rapporto con i genitori alcolizzati (la madre, artista, morì a 45 anni). Nel 1972 si trasferì in California, dove, dopo un matrimonio durato 7 anni, si unì alla comunità lesbica. Cominciò ad esporre attorno alla metà degli anni sessanta e si dedicò inoltre alla pubblicazione di riviste femministe, di racconti e di poesie.
Dopo un breve periodo in cui si occupò di educazione sessuale, si orientò verso la fotografia, che divenne poi il suo principale mezzo d'espressione. Svolgeva un'intensa attività sia come critica d'arte sia come membro di associazioni nazionali per la diffusione e il sostegno dell'arte femminista e lesbica. Realizzava le sue opere spaziando anche nella produzione di ceramiche e di sculture di grandi dimensioni. Nel 1995 ha esposto nella mostra In A Different Light presso lo University Art Museum, UC Berkeley. Nel 1996 una sua personale Sexual Politics è stata presentata presso lo Armand Hammer Museum, UCLA.